# De Kampioenen in Pampanero
De Kampioenen in Pampanero is het 65ste album in de stripreeks F.C. De Kampioenen naar de gelijknamige televisieserie. De strip is getekend door Hec Leemans met medewerking van Tom Bouden. De strip is uitgegeven door Standaard Uitgeverij. De strip wordt uitgegeven met een luister-cd bij.

## Verhaal
De Kampioenen worden uitgenodigd voor een vriendschappelijke match in Pampanero, een republiek in Zuid-Amerika waar de bevolking voetbalgek is. Het grootste deel van het land bestaat echter uit tropisch regenwoud waar opstandige indianen de baas zijn. De reis naar Pampanero lijkt voorspoedig te verlopen tot ze in Suriname moeten overstappen op een ander vliegtuig. Het vliegtuig dat hen opwacht is een voorhistorisch model dat daarenboven door een dronken piloot wordt bestuurd. Tijdens de vlucht valt de piloot in slaap en hierdoor stort het vliegtuig bijna in de oceaan. Wanneer het vliegtuig boven het regenwoud van Pampanero vliegt vallen de motoren uit door een zoveelste fout van de piloot en stort het toestel neer.

## Personages
- Balthazar Boma
- Pascale De Backer
- Maurice de Praetere
- Bieke Crucke
- Marc Vertongen
- Paulien Vertongen
- Carmen Waterslaeghers
- Xavier Waterslaeghers
- Nero
- Doortje Van Hoeck
- Balthazar (de hond van oma Boma)
- Fernand Costermans
- Oma Boma

Zal 't gaan, ja? · Mijn gedacht! · Buziness is buziness · Vliegende dagschotels · 't Is niet waar, hé? · De dubbele dino's · Kampioen zijn is plezant! · Kampioenen op verplaatsing · Tournee Zénérale · De ontsnapping van Sinterklaas · Xavier in de puree · Het sehks-schandaal · De kampioenen maken een film · Oma Boma · De huilende hooligan · Bij Sjoeke en Sjoeke · Het geval Pascale · De simpele duif · Supermarkske · Supermarkske slaat terug · Kampioenen aan zee · Boma in de coma · De dader heeft het gedaan · De wereldkampioenen · Sergeant Carmen · Het spiedende oog · Vertongen en zoon · Man, man, man! · Stem voor mij! · Gebakken lucht · Kampioenen op wielen · De zeep-serie · Kampioenen in Afrika · Supermarkske op de bres · Agent Vertongen · De trouwpartij · Kampioenen op latten · Buffalo Boma · De vliegende reporter · De groene zwaan · Xavier gaat vreemd · De lastige kampioentjes · Boma in de wellness · De antieke antiquair · Alle hens aan dek  · Supermarkske op het slechte pad  · De schat van de Macboma's · De Jobhopper · De Kampioenen in het circus · 50 Kaarsjes... · Baby Vertongen · De nies van de neus · Don Padre Padrone · De rally van tante Eulalie · Paulientje op de dool · Miss Moeial · Carmen in het nieuw · Het geheim van de kampioentjes · De Afronaut · De erfenis van Maurice · De Kampioenen maken ambras · Oma Boma trainer · DDT doet weer mee · 20 jaar later · De Kampioenen in Pampanero · Kampioentjes verliefd · Supermarkske is weer fit · De pil van Pol · Vertongen Vampier · Fernand gaat trouwen · De verdwenen kampioenen · Xaverius De Grote · Komen vreten · Dolle Door · Hello poepa · De vinnige voetballer · Vijftig tinten paarsblauw · Dokter Jekyll en mister Vertongen · De kampioenen van de filmset · De Kampioentjes en het spookkasteel · De Kampioenen in Rio · Boma op de klippen · Op zoek naar Neroke · Supermarkske bakt ze bruin · De Corsicaanse connectie · De lotto-kampioen · DDT op het witte doek · De geniale djinn · Paniek in de Pussycat · De kampioentjes maken het bont · De malle mascotte · De pakjesoorlog · Supermarkske is weer proper · De tandartsassistente · Maurice de zwijger · Pol en Doortje gaan scheiden · Allemaal cinema! · Boma burgemeester · De nieuwe kolonel · Alles loopt in het honderd · De bucketlist van Xavier · Bibi Carmen · De kampioentjes en de kroonprins · Vrouwen aan de macht · Patatten en saucissen · De bronzen beker · Supermarkske en de 7 dwergen · De Kampioenen trappen door · De grimas van een paljas · De verjaardagstaart · Kampioenen aan het front · Boma in de val · Terug naar Splotsj · Ginette · Gespuis in huis · De knecht van tante Eulalie · De bal is rond · De strijd der titanen